# Ankhuennefer
Ankhuennefer (... – 186 a.C.?) è stato un faraone ribelle collocabile, da un punto di vista puramente cronologico, all'interno della dinastia tolemaica.

## Biografia
Successore e forse figlio del faraone ribelle Haruennefer, continuò a governare la Tebaide in modo indipendente dal regno del sovrano legittimo, Tolomeo V, ed attribuendosi i titoli della regalità. Le testimonianze del suo regno sono esigue e consistono principalmente in atti di compravendita scritti in demotico su papiro e datati ai suoi anni di regno. Fonti greche lo chiamano Xaonnophris, Chaonnophris, Ankhonnophris ed Anchmachis.
Il regno indipendente di Ankhuennefer ebbe fine nel 186 a.C., quando il generale tolemaico Comano riconquistò militarmente la Tebaide.